# Pandemia de gripe A de 2009
A pandemia de gripe A de 2009 (inicialmente designada como gripe suína e gripe mexicana e em abril de 2009 como gripe A) foi uma pandemia de uma variante de gripe suína cujos primeiros casos ocorreram no México em meados do mês de março de 2009. Veio a espalhar-se pelo mundo, tendo começado pela América do Norte, atingindo pouco tempo depois a Europa e a Oceania. A pandemia durou cerca de 20 meses, de janeiro de 2009 a agosto de 2010, e é a segunda das duas pandemias envolvendo o vírus da gripe H1N1 (a primeira foi a pandemia de gripe espanhola de 1918–1920 ), embora uma nova cepa. O vírus foi identificado como uma nova cepa do já conhecido Influenza A subtipo H1N1, o mesmo vírus responsável pelo maior número de casos de gripe entre humanos, o que tornou possível também a designação nova gripe A, em oposição à gripe A comum. Ele contém ARN típico de vírus aviários, suínos e humanos, incluindo elementos dos vírus suínos europeus e asiáticos. Os sintomas da doença são o aparecimento repentino de febre, tosse, dor de cabeça intensa, dores musculares e nas articulações, irritação nos olhos e fluxo nasal.
A Organização Mundial da Saúde (OMS) declarou em 25 de abril de 2009 que a epidemia era um caso de "Emergência de Saúde Pública de Âmbito Internacional", significando que os países em todo o mundo deverão acentuar a vigilância em relação à propagação do vírus. No dia 27 de abril de 2009, a mesma organização elevou o nível de alerta pandêmico para 4, o que significa que se verifica transmissão pessoa a pessoa, com risco de surtos localizados. Dois dias depois, no dia 29, OMS eleva para 5 o nível de alerta, o que significa que há a transmissão da doença entre pessoas em pelo menos dois países com um risco de pandemia iminente. A escala da OMS vai de 1 a 6. No dia 11 de junho o nível de alerta subiu ao máximo (nível 6) e é decretada a pandemia, visto esta existir em mais de 75 países e em vários continentes.
Em 10 de agosto de 2010, a diretora-geral do organismo da OMS, Margaret Chan, anunciou o fim da pandemia de gripe A. "O mundo não está mais na fase seis de alerta pandémico. Passamos para a fase pós-pandémica", disse a directora-geral do organismo. Mais de uma em cada cinco pessoas terão sido infectadas com o vírus H1N1 durante a pandemia gripal, embora oficialmente esta tenha causado menos mortes que uma simples gripe sazonal, indica um estudo divulgado em janeiro de 2013. O estudo, conduzido pelo Imperial College London e pela OMS, mostra que 20 a 27 por cento das populações analisadas em duas dezenas de países foram infectadas pelo H1N1, o que vem confirmar que o vírus era altamente contagioso.
No entanto, em Junho de 2010, a conclusão de um relatório aprovado pela assembleia parlamentar do Conselho da Europa acusou a referida Organização Mundial de Saúde (OMS) de ter «sobrestimado o vírus H1N1» e denunciou o «desperdício de fundos públicos na compra de vacinas» e «ligações entre os peritos da OMS e a indústria farmacêutica».
A comprovar, um relatório publicado pelo British Medical Journal revela que as recomendações da OMS teriam sido redigidas por técnicos, contratados como consultores por vários laboratórios farmacêuticos.
Em um ano, a Gripe A provocou mais de 18 mil mortos, um número distante das previsões iniciais, dadas pela referida organização de saúde, quando a gripe sazonal nessa altura provocava anualmente mais de 500 mil mortes̪.

## Designação
Os suinocultores temem um impacto negativo sobre as vendas de carne de porco. O governo egípcio ordenou, por causa da gripe, o sacrifício de todo o rebanho suíno daquele país (estimado em 300 mil cabeças). Por isso se propôs mudar o nome da doença de "gripe suína" para "gripe mexicana" (já que a doença surgiu no México) ou "gripe norte-americana" (já que teria surgido simultaneamente no México e no sul dos Estados Unidos), pois já se comprovou que o consumo de carne suína não transmite a doença.
O Brasil é o quarto maior exportador mundial de carne suína. Ao final de 2008, tinha exportado 1,48 bilhão de dólares (pouco menos de três bilhões de reais) – um aumento de 20% em relação a 2007. Em 28 de abril, a Associação Brasileira da Indústria Produtora e Exportadora de Carne Suína (Abipecs), enviou à diretoria geral da Organização Mundial da Saúde, um pedido de  mudança da denominação da gripe.
Em 30 de abril, a OMS passou a referir-se à doença como influenza A (H1N1), e a comissária da Saúde da União Europeia, Androulla Vassiliou, em comunicado à imprensa, falou em "nova gripe". "O  vírus é cada vez mais humano e cada vez tem menos a ver com o animal", explicou Dick Thomson, porta-voz da instituição.
Designar esta gripe apenas por "Gripe A" é (no entanto) errado, já que a grande maioria das gripes humanas sazonais são do subtipo A do vírus Influenza. É, assim, necessário especificar se se trata de H1N1, H5N1, ou um outro subtipo do Influenzavirus A.

## Surgimento

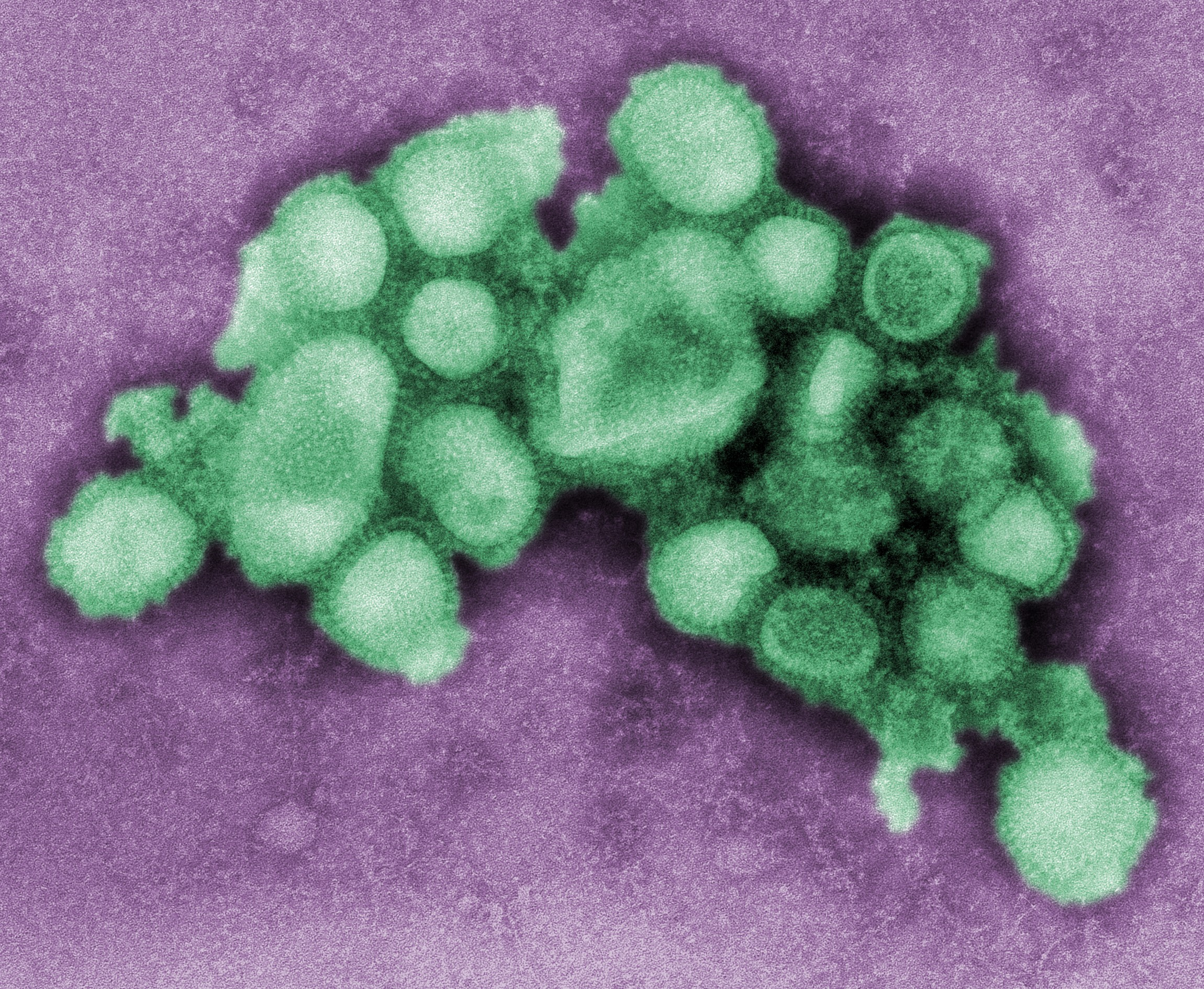
Imagem de microscópio eletrónico de uma coloração negativa de um vírus de gripe H1N1 rearranjado.

A pandemia se iniciou em La Gloria, distrito de Perote, a 10 km da criação de porcos das granjas Carroll, subsidiária da Smithfield Foods. O paciente zero foi o menino de cinco anos Edgar Hernandez.
Segundo estudo publicado pelo The New England Journal of Medicine e pelo jornal inglês The Independent, a pandemia pode ter resultado de um acidente de pesquisa em algum laboratório, no final dos anos 1970. A gripe suína havia desaparecido entre os humanos, depois de uma pandemia de outra linhagem do vírus, em 1957. Depois disso, o H1N1 não foi detectado até janeiro de 1976, quando ocorreu um novo surto. O vírus pode ter sido reintroduzido acidentalmente por cientistas e causou uma pandemia em 1977, iniciada na Rússia e na China. Por isso cientistas de todo o mundo voltaram a estudar o vírus, com amostras congeladas e armazenadas desde os anos 1950. Depois de 1977, a gripe suína reapareceu anualmente. Pesquisadores da Universidade de  Pittsburgh acreditam que algum dos laboratórios, que possuía a linhagem dos anos 1950, tenha deixado que o vírus acidentalmente escapasse.

## Pandemia

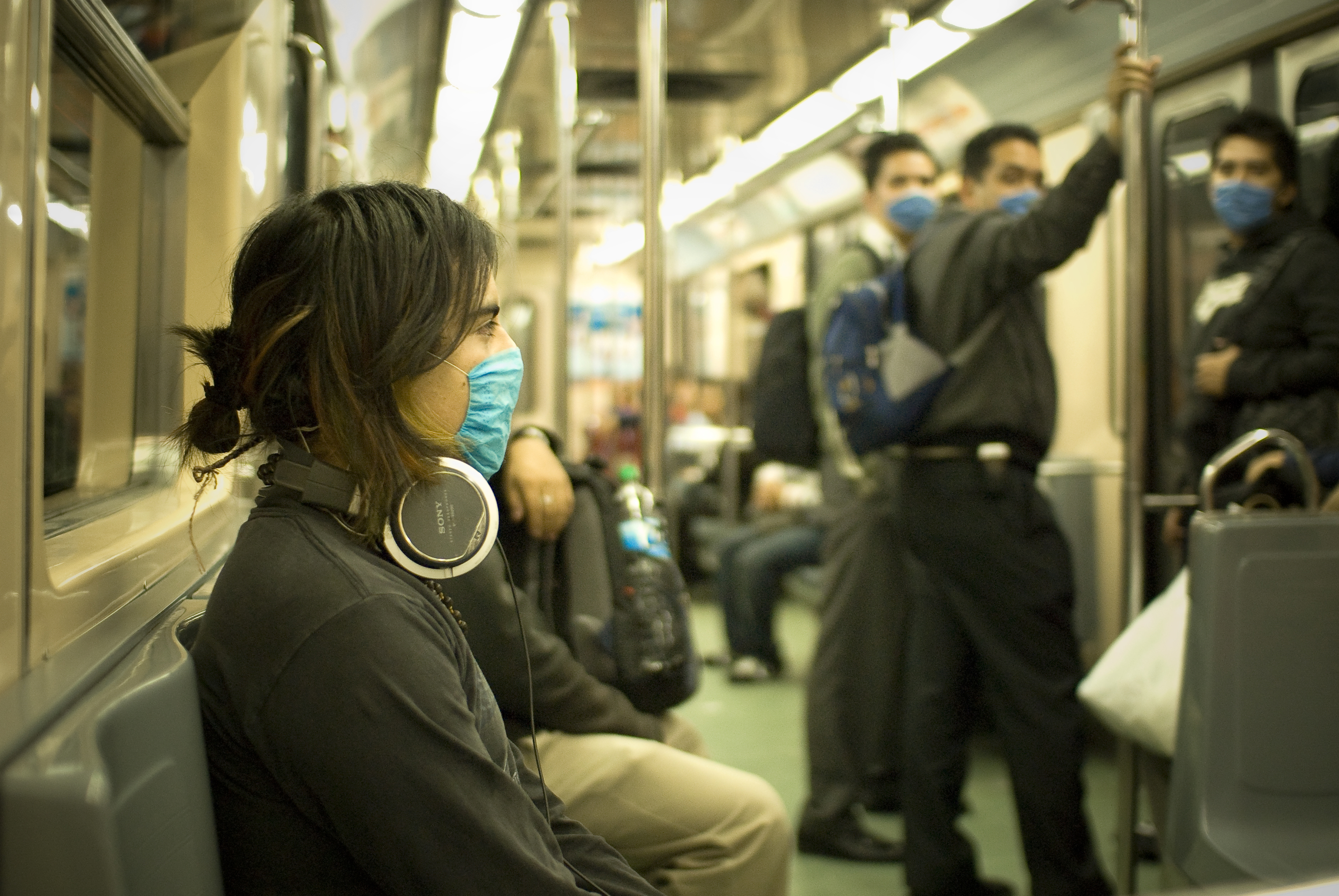
Passageiros do metrô na Cidade do México usando máscaras de proteção em 24 de abril de 2009.

A OMS aumentou o nível de ameaça da gripe para seis, nível este considerado máximo na escala, indicando uma pandemia. A diretora geral da organização, Margaret Chan, que retornou de forma antecipada a Genebra de uma visita aos EUA para estar à frente do grupo desconhecido de especialistas que estudam se há a necessidade de declarar uma Emergência de Saúde Pública de Âmbito Internacional. "Um novo vírus é o responsável por esses casos no México e nos EUA. Estamos muito preocupados, é uma situação muito grave que deve ser vigiada muito de perto", opinou ela. "A situação está evoluindo muito rapidamente e é imprevisível", acrescentou. Embora a organização ainda não tenha declarada a epidemia como um perigo mundial, Chan declarou que "se trata claramente de um vírus animal transmitido ao homem, e isso tem um potencial pandêmico, porque está infectando as pessoas". No entanto, esclareceu que não é possível dizer por enquanto se haverá epidemia. Ela disse que o comitê de emergência da entidade, reunido em Genebra, "examinará uma série de questões e possivelmente emitirá recomendações temporárias" para resguardar a saúde pública, as quais podem ir desde conselhos para viagens a restrições comerciais. Embora Chan tenha dito que não houve identificação de outros focos da doença fora do México e dos EUA, afirmou que a organização pediu a todos os países para que alertem imediatamente caso registrem casos anormais de pneumonia ou de gripe fora da estação habitual ou dos grupos que costumam ser mais afetados, como crianças e idosos. Chan também desmentiu que muitos trabalhadores do setor de saúde tenham sido contaminados pela doença. "No México, há dois trabalhadores do setor de saúde que contraíram a doença, e nossos especialistas estão estudando, com as autoridades mexicanas, em que circunstâncias isso ocorreu", ressaltou.[carece de fontes?]
O que mais preocupa à OMS e que a faz julgar que pode virar uma enfermidade de risco pandêmico, é que já houve casos em que o vírus foi transmitido de pessoa para pessoa. "Ainda é cedo para dizer se há uma relação" entre este vírus e o da gripe espanhola de 1918, que matou mais de 25 milhões de pessoas. Entretanto, lembrou que "há semelhanças porque, assim como neste caso, os mais afetados são os adultos jovens com boa saúde". Pelo consenso de opiniões dentro da OMS, que foi divulgado posteriormente, refere que o perigo da epidemia mundial reside no fato de que "a maioria das pessoas, especialmente todos aqueles que não têm contato regular com porcos, não estão imunizados frente aos vírus suínos". "Se um vírus suíno estabelece uma transmissão efetiva de humano a humano, pode causar uma pandemia de gripe, cujo impacto é difícil de prever", acrescenta.[carece de fontes?]
Na opinião de Chan numa entrevista coletiva disse que o vírus é sensível ao medicamento fosfato de oseltamivir (o mesmo que foi usado contra a gripe aviária), e assinalou que México e EUA têm reservas suficientes do medicamento.[carece de fontes?]
O centros para controle e prevenção de doenças dos Estados Unidos (CDC, na sigla em inglês) disseram que foi tarde demais para conter a doença no país pela vacinação, tratando e isolando pessoas. "Há coisas que nós vemos que sugerem que a contaminação não é muito provável", ele disse. Ele declarou que os casos nos EUA e no México provavelmente são o mesmo vírus. "Até agora, os elementos genéticos que analisamos são os mesmos". Mas Besser disse que não está claro por que os vírus causaram tantas mortes no México, se esta é uma doença branda nos EUA.

## Tratamentos

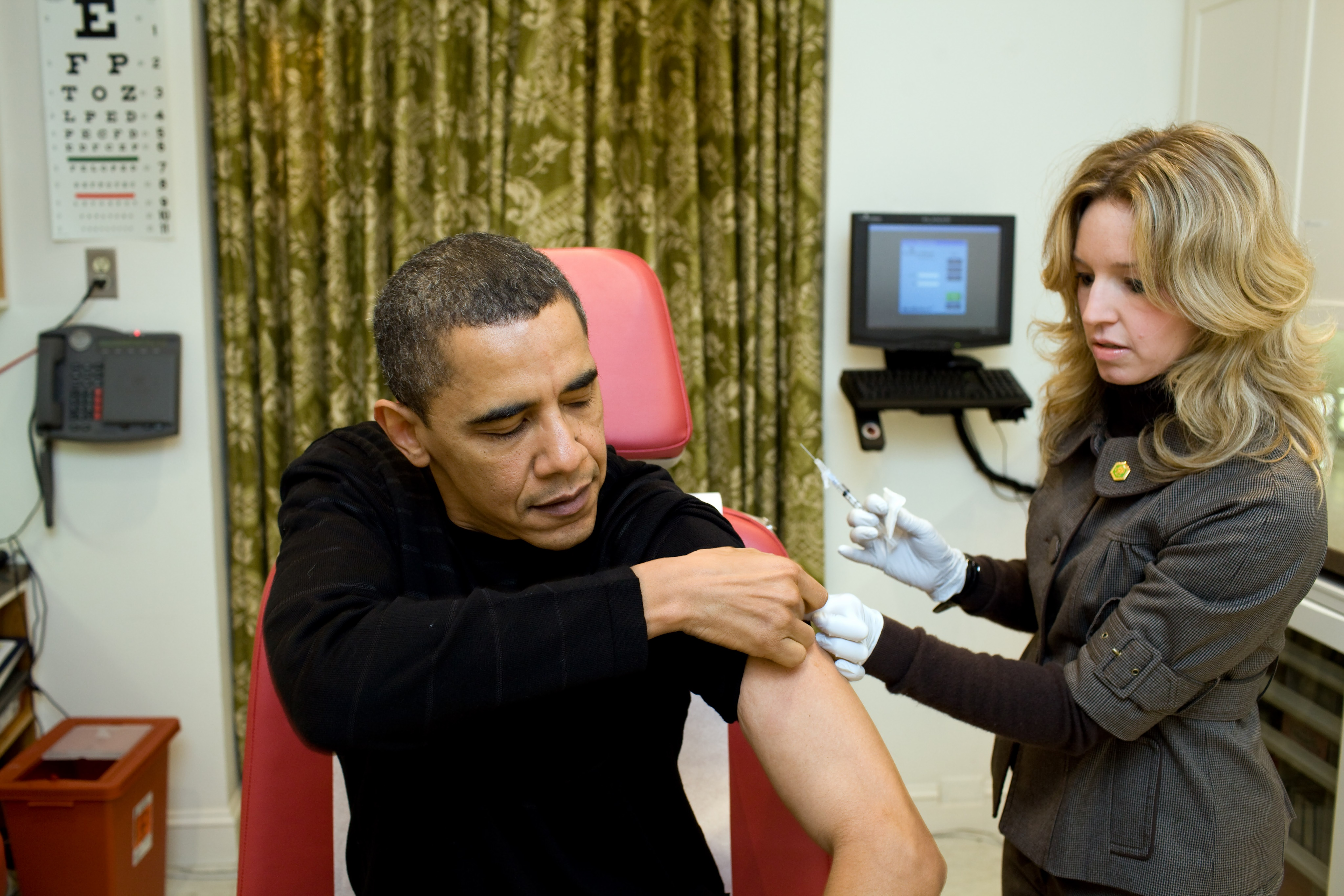
Uma enfermeira da Casa Branca se prepara para administrar a vacina H1N1 ao presidente Barack Obama na Casa Branca no domingo, 20 de dezembro de 2009.

Pesquisas realizadas têm mostrado que o vírus H1N1 é sensível aos compostos zanamivir (vendido com o nome comercial de Relenza) e oseltamivir (nome comercial: Tamiflu). Tais medicamentos são usados também para combater outras variantes de vírus influenza.
Sempre que estiver em período de tratamento, o indivíduo deve lavar bem as mãos, tossir ou espirrar em seu antebraço (pois as mãos são uma forte fonte de contágio), e usar máscaras cirúrgicas para evitar que o contágio se prolifere (as máscaras em sí, não evitarão o contágio, já que as cepas do vírus são menores do que os micro furos na máscara.[carece de fontes?]
Durante a pandemia, os critérios de atendimento sofreram uma mudança substancial nas operações normais de assistência médica, tratamento e o nível de atendimento. A estrutura dos padrões de atendimento à crise exige priorizar a sobrevivência do grupo em detrimento da sobrevivência de cada paciente durante desastres,  ou seja, o profissional de saúde procurará o melhor para o maior número de pacientes.  O CAC é um componente crítico do planejamento de desastres e é necessário alocar equitativamente recursos escassos.

## Vacina
A primeira vacina para a nova gripe foi anunciada para o início do outono de 2009 no hemisfério norte. Os laboratórios Novartis e Baxter International foram os primeiros a iniciar a produção em larga escala da vacina, seguidos por outros laboratórios. Países europeus compraram grandes lotes dessas vacinas: a França gastou US$ 1,2 bilhão com 94 milhões de doses de vacinas para a gripe A; a Alemanha adquiriu cerca de 50 milhões de doses; e a Holanda gastou 34 milhões de doses para uma população de apenas 12 milhões de pessoas. Devido à baixa adesão da população desses países à vacinação (que chega a apenas 8% na França), vários países da Europa anunciaram a revenda da vacina no início de 2010. Esse grande gasto dos países europeus com a compra de vacinas contra a gripe suína causou atrito entre governos e partidos de oposição. Em 10 de agosto de 2010, depois de administração da vacina em vários países, a OMS anunciou o fim do ciclo pandêmico da Gripe A.
A vacina enfrentou grande rejeição por parte da população brasileira e de outros países do mundo. Seus possíveis efeitos colaterais geraram controvérsia entre a população e os órgãos oficiais de saúde. A suspeita mais grave é a de que a vacina estaria relacionada com a síndrome de Guillain-Barré, uma grave doença que ataca o sistema nervoso central.